# John Field

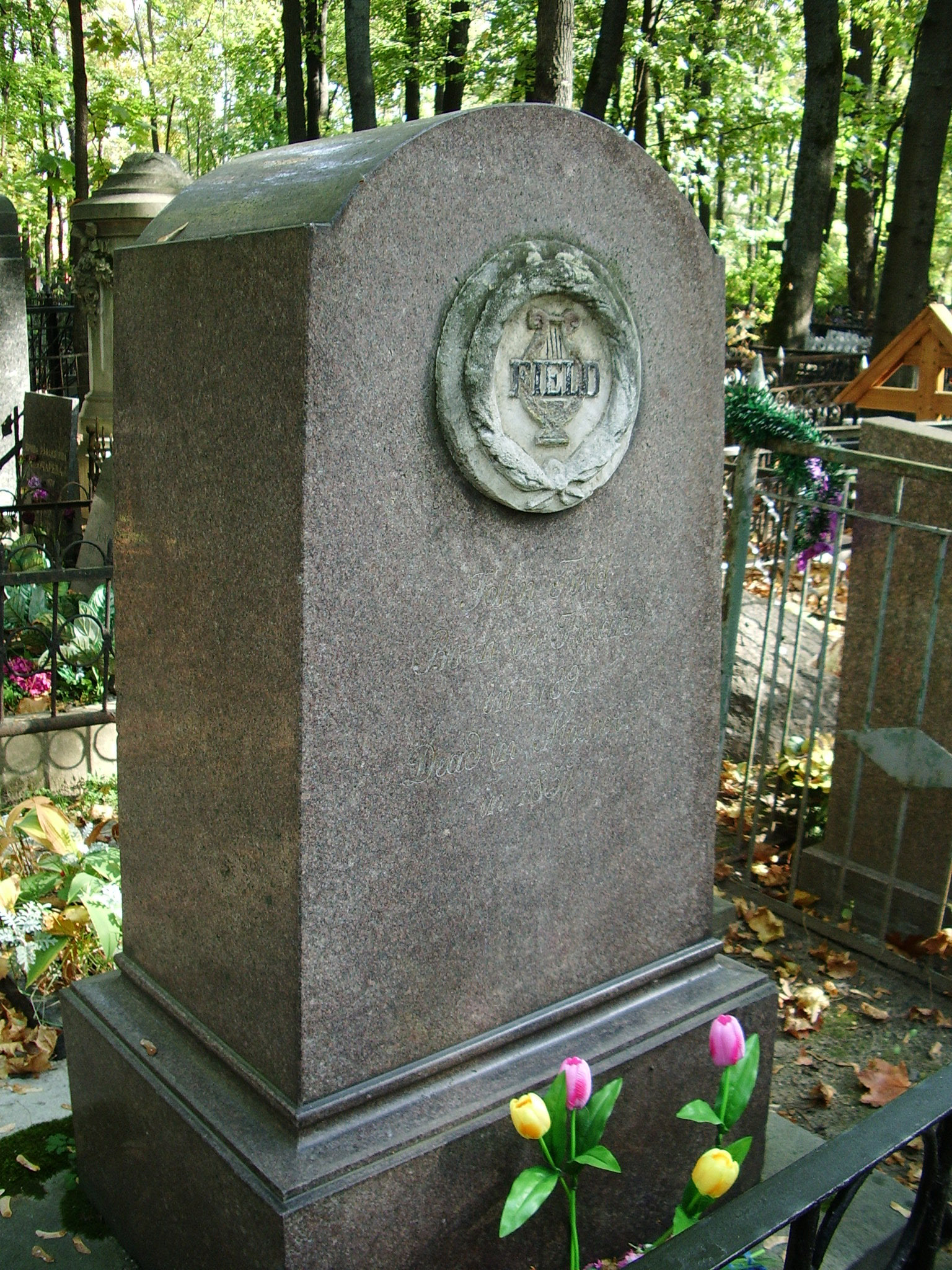
Field sírja a lefortovói (Moszkva) temetőben

John Field (Dublin, 1782. július 26. – Moszkva, 1837. január 23.) ír származású zeneszerző, korának egyik kiemelkedő hatású zongoristája. Művei ihlető hatással voltak a fiatal Frédéric Chopinre, aki a noktürn műfaját Field munkásságából emelte át a saját művészetébe.

## Életrajza
Field kezdetben édesapjánál tanult zongorázni, aki hegedűművész volt, később Tommaso Giordanihoz került. Első koncertje 1792-ben volt, amelyet Giordani készített elő: a tízéves Fieldet nyolc évesnek „adta el”. Ez után Londonba ment, ahol Muzio Clementinél fejlesztette tovább tudását. Louis Spohr önéletrajzában megemlíti, hogy Clementi a fiatal Fieldet több órás zongorázásra fogta nagyon kevés pénzért a zongorakészítő és –eladó üzletében.  A gyakorlás mégis hasznára vált: Haydn 1795-ben a következő megjegyzést írta a naplójába: „Field egy különösen jól zongorázó fiatalember.”
1802-ben Clementivel Párizsba utazott, hogy egyrészt bemutassák a Clementi által készített zongorákat, másrészt hogy Field, mint zongorista fellépjen.
1803-ban Oroszországba, Szentpétervárra utaztak, ahol Field – miután művészként és tanárként jelentős népszerűségre tett szert – letelepedett, de továbbra is számos koncertturnén részt vett. 1822-től Moszkvában élt.
1831-ben Field megbetegedett és bár tovább koncertezett Angliában, Franciaországban és Itáliában, végül kilenc hónapot kórházban kellett töltenie Nápolyban, amíg Rahmanyinov hercegnő meglátogatta és felajánlotta, hogy Oroszországba szállítja. Moszkvában halt meg 1837-ben.
Field volt az első zeneszerző, aki noktürnöket - lírai hangulatú, főleg zongorára írt kisebb karakterdarab nyugodt dallammal (többnyire a jobb kézben) és akkordfelbontásos kísérettel (többnyire a bal kézben) – írt. Ezek a darabok nemcsak nagy hatással voltak Frédéric Chopinre, de számos romantikus zeneszerző, mint Felix Mendelssohn Bartholdy, Robert Schumann, Liszt Ferenc és Edvard Grieg előfutárának is tekinthető.
Egy Oroszországban turnézó francia társulat énekesnőjétől született fia Lev Ivanovics Leonov (1813 [?1815]–1872 körül) néven jelentős tenoristapályát futott be, az 1860-as évektől Novocserkasszkban volt énektanár.